# عضة حيوان

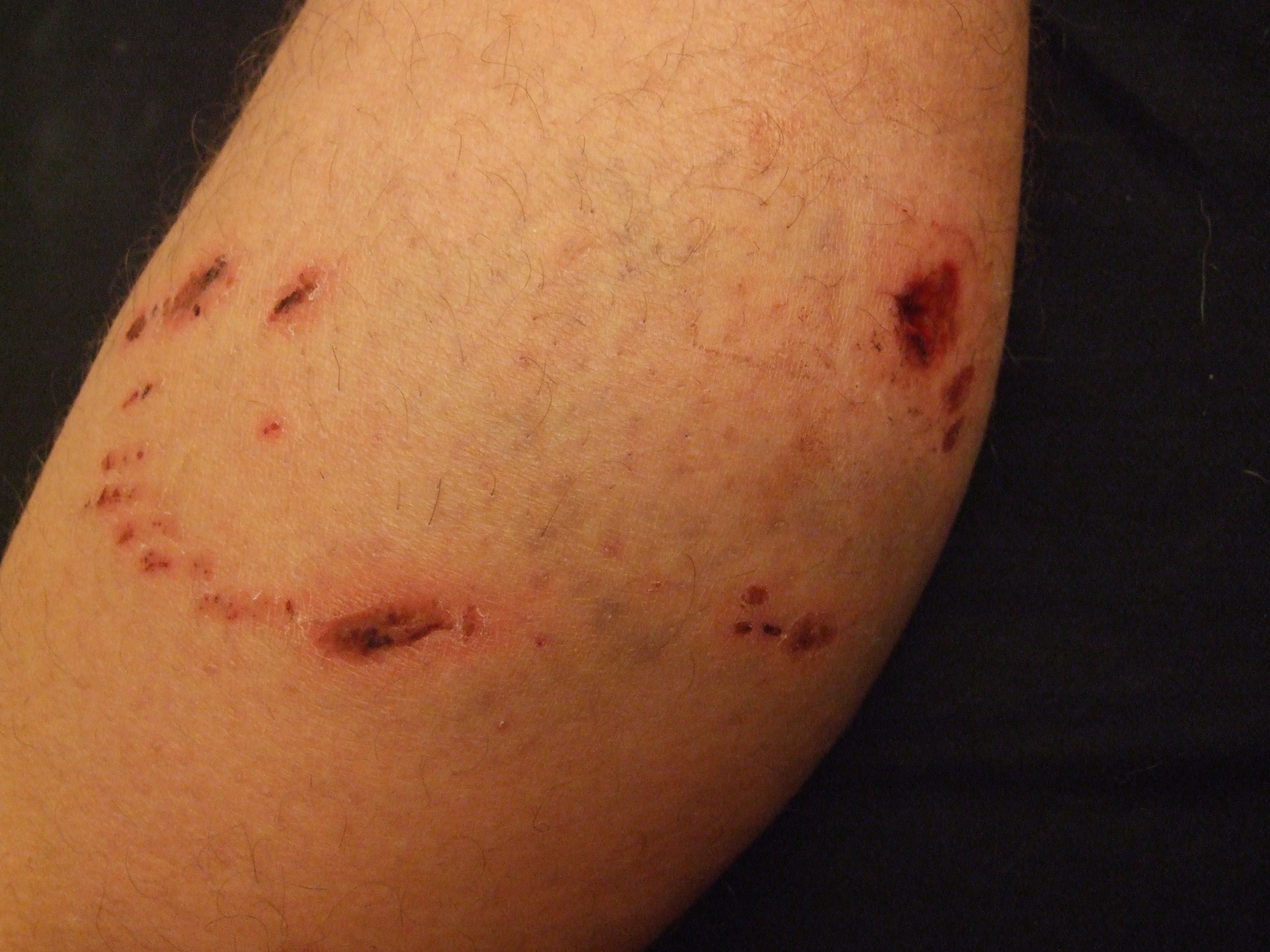
أثر عضة كلب

تُسبب عضات الحيوانات جروحًا مختلفة ومتنوعة، فمعظمها يؤدي إلى حدوث تمزق بالجلد، ولكنها قد تسبب أيضًا تكون الكدمات بالسبب الضغط الشديد الذي يبذله جسم الحيوان على موقع العض، كما تختلف عضات الحيوانات في الآثار التي تتركها والمضاعفات التي تسببها، فأكثر ما يُخاف فيها عادةً التسبب بداء الكلب، وإن كانت عدوى الجلد أكثر المضاعفات حدوثًا، ويُمكن للعضات أن تخلف وراءها إصابة خطيرة أو إعاقة دائمة، بل يمكنها في بعض الأحيان أن تؤدي إلى الوفاة حتى.
تُسبب عضات الحيوانات ما يتراوح ما بين مليونين وخمسة ملايين إصابة كل سنة في الولايات المتحدة حيث تسبب الكلاب الغالبية العظمى من الإصابات (85-90%) تليها القطط (5-10%) والقوارض (2-3%)، وتمتد قائمة الحيوانات الأخرى لتشمل السناجب والأرانب والثدييات الأخرى وكذلك الزواحف والأسماك والبرمائيات، وغالبًا ما يكون الأطفال أكثر عرضة للعض من غيرهم في عضات الحيوانات- وفي عضات البشر أيضًا كما قد يحدث في حالات الشجار بين الأطفال.

## الأعراض والعلامات
تُؤدي عضات الحيوانات إلى:
- تمزق الجلد وتضرر الأنسجة المحيطة به.
- دخول المواد الملوثة والمهيجة إلى الجرح ما يسبب التهابه ويؤدي إلى الحكة.
- نزف الدم والذي قد يكون خطيرًا إذا ما اخترقت العضة شريانًا أو وريدًا مهمًا.
- الإصابة بعدوى بالبكتيريا أو بغيرها من مسببات الأمراض كالإصابة بداء الكلب وهو مرض فيروسي.
- دخول السموم إلى الجسد إذا ما كان الحيوان سامًا كما في لدغات الأفاعي على سبيل المثال.

## التصنيف

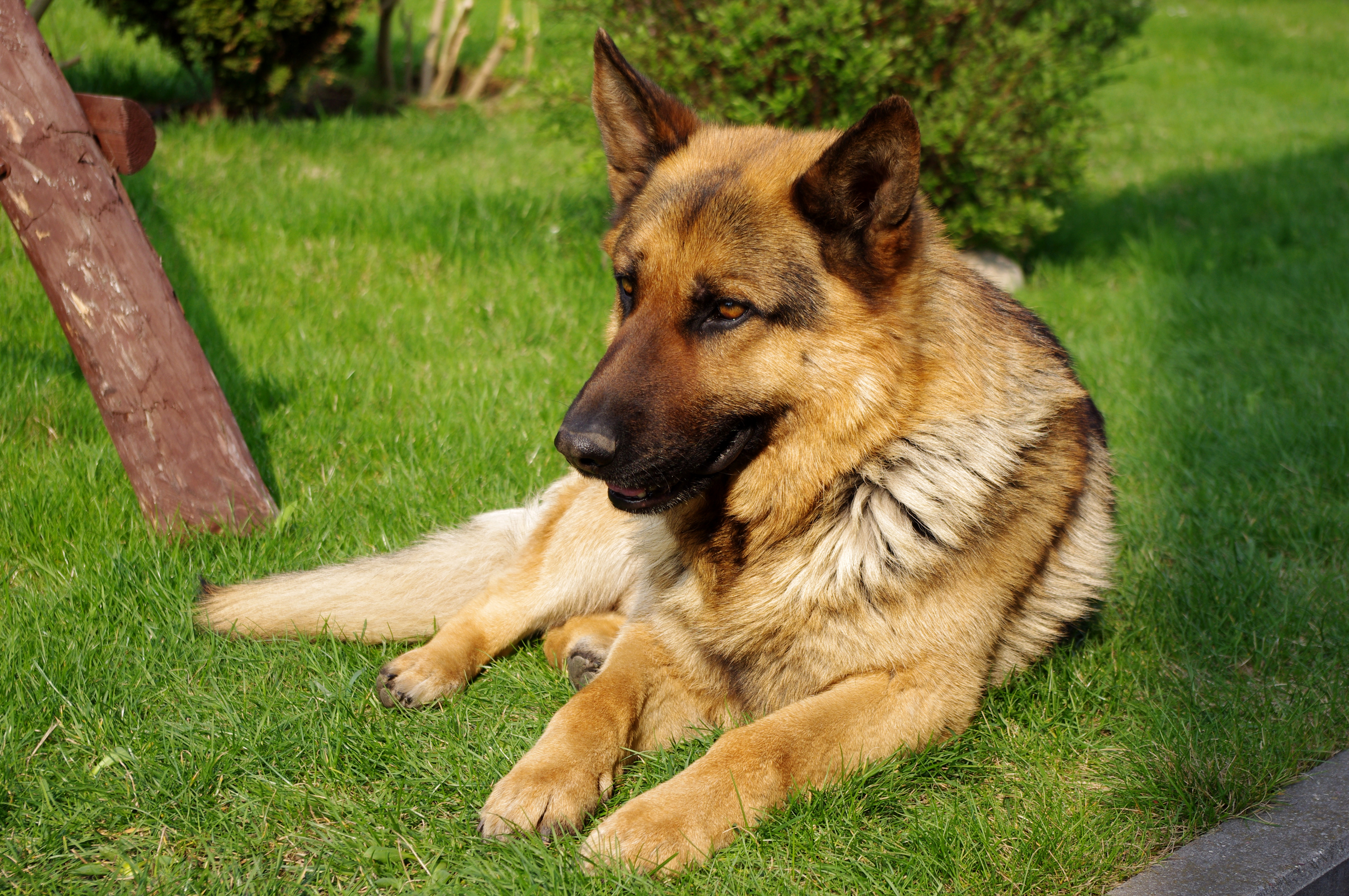
كلب الراعي الأمريكي

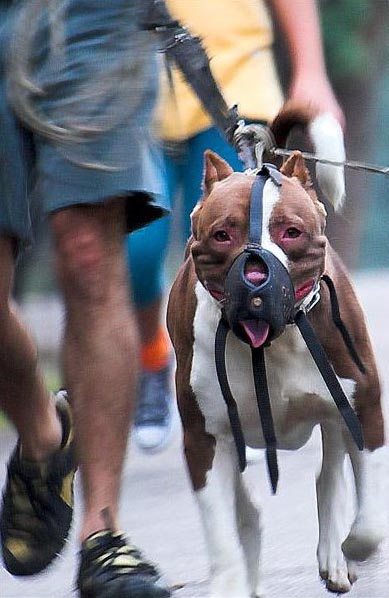
كلب بيتبول مكمم

تُصنف عضات الحيونات عادة حسب نوع الحيوان المسبب للعضة، وذلك لأن الحيوانات المختلفة عادة ما تهاجم أماكن مختلفة في الجسد وتترك فيه أنواعًا مختلفة من الجروح والإصابات، وتكتسب الكلاب والقطط والقوارض هنا أهمية خاصة لأن معظم إصابات العض في البشر تُسبب بهذه الحيوانات على التوالي. 

### عضات الكلاب
تحدث معظم عضات الكلاب للأطفال خاصة في الأطفال بين سن الخمس والتسع سنوات، وعادة ما يكون ضحايا عضات الكلاب على معرفة مسبقة بها، وتُعد منطقتي الرأس والعنق أكثر المناطق عضًا في الأطفال حتى سن العاشرة- ربما بسب قرب مستوى رأس الطفل بمستوى فم الكلب-، بينما تُعد الأطراف العلوية والسفلية - الذراعين والساقين- خاصة اليد اليمنى أكثر المناطق في الأطفال الأكبر سنًا وفي البالغين.
تُسبب عضات الكلاب أنواعًا متعددة من الجروح والإصابات، ولكن نادرًا ما تؤدي إلى الوفاة، وتشتهر سلالات محددة من الكلاب بكثرة هجماتها على البشر، أشهرها سلالتي كلاب الراعي الألماني والبيتبول ترير الأمريكي والسلالات الهجينة.

### عضات القطط
تشمل حالات عضات القطط في ثلثيها اليدين والذراعين، وإذا ما تعرضت اليد للعض فإن ذلك قد يسمح بدخول البكتيريا وانتشارها للأنسجة المحيطة بالعظام والمفاصل فيها، مما قد يؤدي إلى الإصابة بالتهاب العظام أو التهاب المفاصل، وحدوث العدوى البكتيرية هنا قد يترافق مع انتفاخ الجلد واحمراره بشكل سريع والمعانة من ألم فضيع خلال 12 إلى 24 ساعة بعد العضة.

### عضات القوارض
تسبب الجرذان معظم عضات القوارض، وعادة ما تحدث العضة في أثناء الليل وتكون في العادة في وجه أو يد طفل في الخامسة من عمره أو أصغر.

## الوبائية والانتشار
تُسبب الكلاب أكثر هجمات العض فهي مسؤولة عن أكثر من 80% من هذه الهجمات، وتحدث معظم الهجمات في الأطفال بين سن الخامسة والتاسعة، وبشكل عام عادة ما تحدث معظم عضات الكلاب في أطراف الجسد، ولكن منطقة الوجه هي الأكثر تعرضًا للعض في الأطفال، وبعد الكلاب تأتي القطط ثانيًا في هجمات العض، وعادة ما تحدث هجمات القطط على النساء وكبار السن.

### أمريكا
تُسجل حوالي 4.7 مليون عضة كلب سنويًا في الولايات المتحدة.

### بريطانيا
تُسجل ما بين مليون ومليونين عضة كلب في المملكة المتحدة، وفي كل عام يزور 250,000 شخص أقسام الطورائ طلبًا للعلاج بسبب عضات الكلاب.

## اقرأ أيضًا
- لدغات الأفاعي
- هجمات القرش
- تثبيط اللدغة
- لسعات ولدغات الحشرات
- لسعات النحل
- حاصل قوة العضة
- مرض خدش القطة
- عضة الكلب (طب)